# Josef Nüsser
Josef Nüsser (13. července 1931 Harrachov – 18. října 2023 Harrachov) byl československý lyžař, běžec na lyžích a sdruženář. V letech 1980–2004 byl startérem při všech závodu Světového poháru a Mistrovství světa v letech na lyžích v Harrachově. Vyučil se truhlářem, později pracoval v Lesních závodech Harrachov.

## Lyžařská kariéra
Na VII. ZOH v Cortina d'Ampezzo 1956 skončil v severské kombinaci na 22. místě. Byl čtyřikrát mistrem Československa v severské kombinaci a jednou ve skoku na lyžích. Patřil do party harrachovských sdruženářů z šedesátých let 20. století (Melich, Nüsser, Kubica, Šablatura, Farský), které vedl trenér Kumpošt.